# Haematopota hennauxi
Haematopota hennauxi är en tvåvingeart som beskrevs av Leclercq 1967. Haematopota hennauxi ingår i släktet Haematopota och familjen bromsar.
Artens utbredningsområde är Turkiet. Inga underarter finns listade i Catalogue of Life.